# 평범하게 빛나라/지금, 나, 언더그라운드에서
〈평범하게 빛나라/지금, 나, 언더그라운드에서〉(일본어: 月並みに輝け/今、僕、アンダーグラウンドから 쓰키나미니 가가야케/이마 보쿠 안다구라운도카라[*])는 일본의 텔레비전 애니메이션 《봇치 더 록!》의 작중에 등장하는 밴드 '결속 밴드'의 디지털 싱글이다. 2024년 6월 9일에 공개되었다.
〈평범하게 빛나라〉는 영화 《극장총집편 봇치 더 록! Re:》의 오프닝 테마다. 〈지금, 나, 언더그라운드에서〉는 같은 영화의 엔딩 테마다.

## 곡 목록
전체 편곡: 미츠이 리츠오
| #  | 제목                                                            | 작사          | 작곡          | 재생 시간 |
| -- | --------------------------------------------------------------- | ------------- | ------------- | --------- |
| 1. | 〈평범하게 빛나라〉 (月並みに輝け)                              | 히구치 아이   | 오토하-otoha- | 4:07      |
| 2. | 〈지금, 나, 언더그라운드에서〉 (今、僕、アンダーグラウンドから) | 키타자와 유호 | 키타자와 유호 | 4:19      |